# Citroën Xsara Picasso
Citroën Xsara Picasso (иногда употребляется наименование Citroën Picasso) — компактвэн французской компании Citroën. Построенный на платформе хетчбэка Xsara, он был представлен на Парижском автосалоне в 1998 году, а продажи начались в конце 1999 года. Когда в 2006 году был представлен преемник модели — Citroën C4 Picasso, Xsara Picasso не был снят с продаж и продавался в Европе вплоть до 2012 года. Помимо Европы, с 2001 года автомобиль продавался в Латинской Америке и в Китае. Модель имела огромный успех — более 1,5 миллиона проданных на различных рынках автомобилей.

## Название
Автомобиль назван в честь известного художника Пабло Пикассо, но не все члены семьи Пикассо были довольны ассоциацией имени художника с автомобилем. Внучка художника, Марина, даже попыталась подать в суд на своего дядю Клода в апреле 1999 года.

## История

### Концепт Xanae (1994)

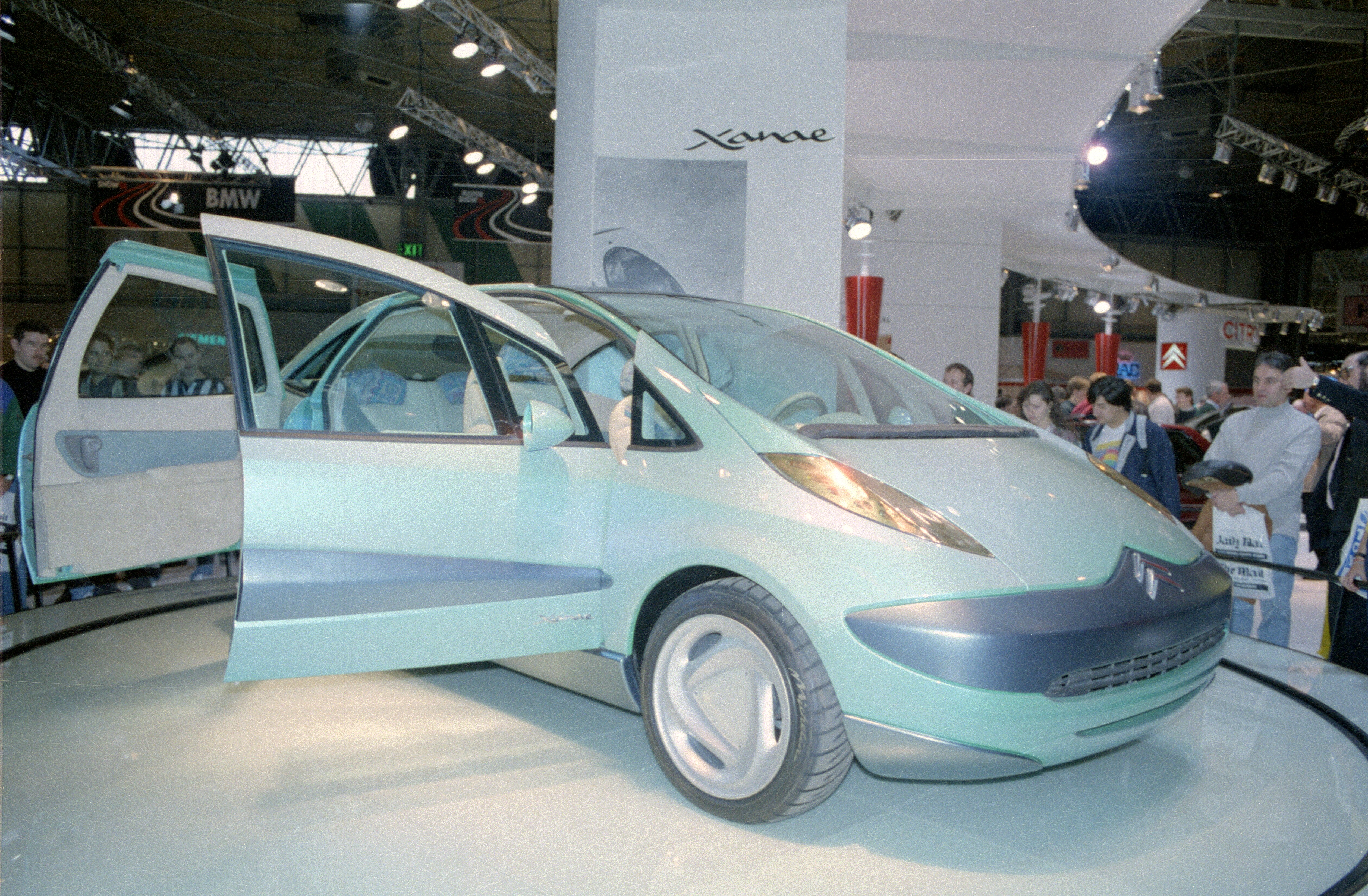
Citroën Xanae (1994)

Дизайн компактвэна основан на концепте Xanae, представленным на Парижском автосалоне в 1994 году. Это был однообъёмный автомобиль с распашными дверями (задняя дверь открывается назад, а с водительской стороны её нет и вовсе). Кузов выполнен в стиле так называемого биодизайна, популярного в 1990-х годах. Лобовое стекло модели переходит в панорамную крышу. Длина автомобиля составляет 4,2 м, а высота — 1,55 м. Панель приборов в салоне очень компактная и находится вокруг несимметричного рулевого колеса. Справа от руля располагается компактный CD-проигрыватель, а всё остальную переднюю панель занимают различные отсеки для мелочей. Кресла можно разворачивать на 180 градусов. Над концептом в течение шести месяцев работала команда из 30 человек под руководством Люка Эпрона.
С технической точки зрения концепт оснащён двухлитровым двигателем в сочетании с автоматической коробкой передач. Рычаг КПП располагается на рулевой колонке, поскольку центральный тоннель в салоне отсутствует.

### Серийная модель (1998)

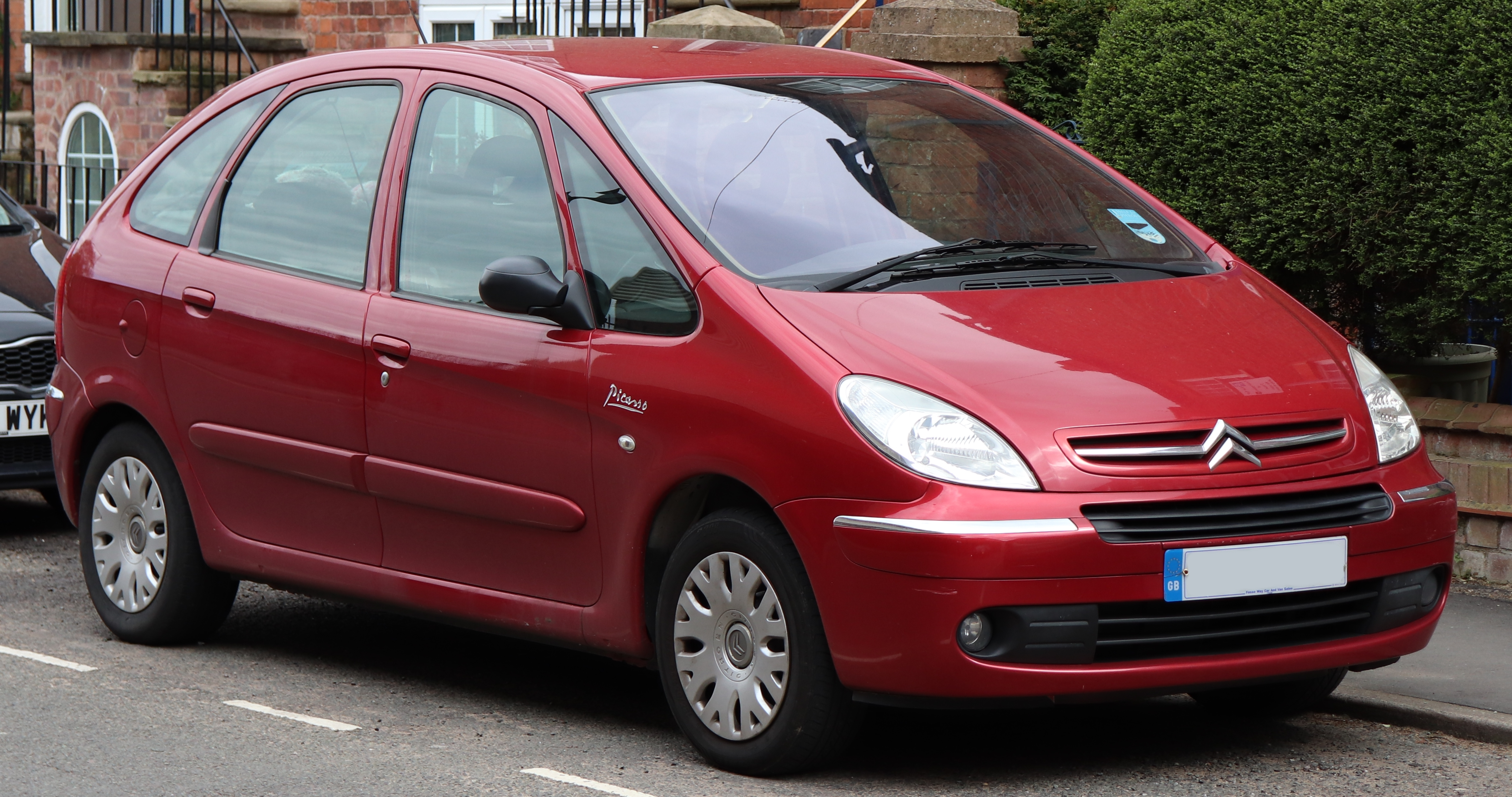
Европейская модель после рестайлинга

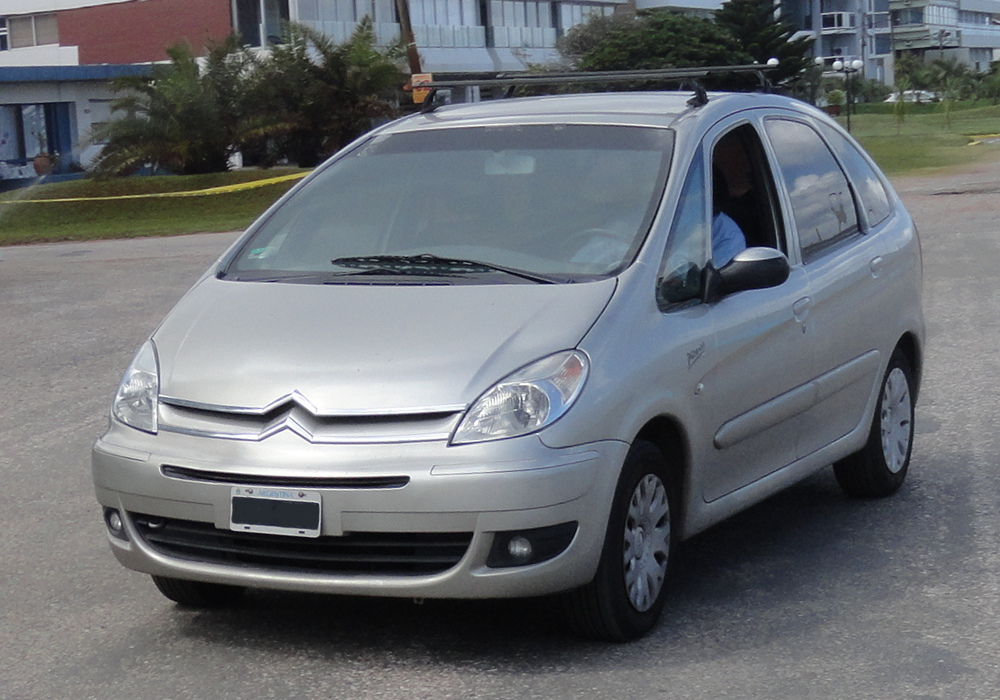
Модель для стран Латинской Америки и Китая поздних лет выпуска

Серийная модель была представлена на Парижском автосалоне в октябре 1998 года. Сборка компактвэна была налажена на заводе PSA в Виго, Испания, поскольку, согласно журналу «Авторевю», его сборочная линия больше подходит для сборки автомобилей с высоким кузовом, чем таковая на заводе концерна PSA в городе Рен, Франция. В то время на заводе также собирались модели Berlingo (а также его близнец Peugeot Partner), C15 и хетчбэк Xsara. Продажи модели в Европе стартовали в конце 1999 года. В Великобритании цена начиналась от £14 990 за базовую комплектацию LX и от £15 715 за максимальную комплектацию SX. 
В апреле 2001 года началась сборка модели на новом заводе PSA в Бразилии для рынка Латинской Америки. До 2001 года единственным компактвэном в Бразилии был Renault Scénic, но в апреле, помимо Xsara Picasso, был также выпущен Opel Zafira. Впоследствии Xsara Picasso стал одним из наиболее продаваемых автомобилей в своём классе, войдя в топ-50 самых продаваемых автомобилей в Бразилии — за 2006 год было продано 9842 автомобиля.
Также началась сборка модели в Китае на заводе Dongfeng. Модель предлагалась с двигателями 1,6 и 2,0 л по цене от 125 800 до 153 800 юаней (цены указаны по состоянию на 2008 год).
В начале 2004 года автомобиль прошёл рестайлинг. Была слегка изменена передняя часть модели, бампер получил хромированную отделку. Был также добавлен новый двигатель (см. раздел «Дизайн и конструкция»). В базовой комплектации стал устанавливаться сажевый фильтр. Презентация модели состоялась на Женевском автосалоне в марте 2004 года, а в продажу обновлённый автомобиль поступил в мае.
В августе 2006 года был представлен преемник Xsara Picasso — Citroën C4 Picasso, базировавшийся на одной с Citroën C4 платформе. Но, несмотря на появление преемника, Xsara Picasso не был снят с производства, в результате некоторое время два автомобиля продавались параллельно. 
В 2007 году для рынков Латинской Америки и Китая был проведён второй рестайлинг модели. Была полностью изменена передняя часть: новый капот, фары, бампер и решётка радиатора. Задние фонари также были обновлены. В интерьере была добавлена новая отделка. В Бразилии обновлённая модель поступила в продажу по цене от 58 315 до 73 380 реалов.
С начала 2010 года Xsara Picasso больше не присутствует в британских и европейских рейтингах продаж. По информации из справочника цен журнала Autofacíl выпуск Citroën Xsara Picasso в Испании может быть прекращён в 2012 году. Также в 2010 году было объявлено, что выпуск Citroën Xsara Picasso в Европе будет прекращён, так как данное производство уже не соответствует новым экологическим стандартам Евросоюза, вступившим в силу в январе 2011 года, однако будет продолжаться на заводах в Бразилии и Египте до дальнейшего уведомления. Производство для Европы было прекращено в 2012 году.

### Citroën Sbarro Picasso Cup (2002)
Этот концепт был создан европейской фирмой Sbarro, которая смогла превратить компактвэн в раллийный автомобиль. Презентация прошла в 2002 году на Женевском автосалоне. Помимо новых бамперов и обвесов модель получила двери «крылья чайки», причём две, а не четыре. Были установлены новые колёса размером диска 19 дюймов и шинами 255/40. Тормозные диски имеют диаметр 310 мм. Двигатель мощностью 175 кВт (238 л.с) взят со стандартной модели, но объём увеличен с 1,8 л до 2,0 л, а мощность увеличена до указанных раннее 238 л.с. В автоспорте модель участия не принимала.

## Дизайн и конструкция

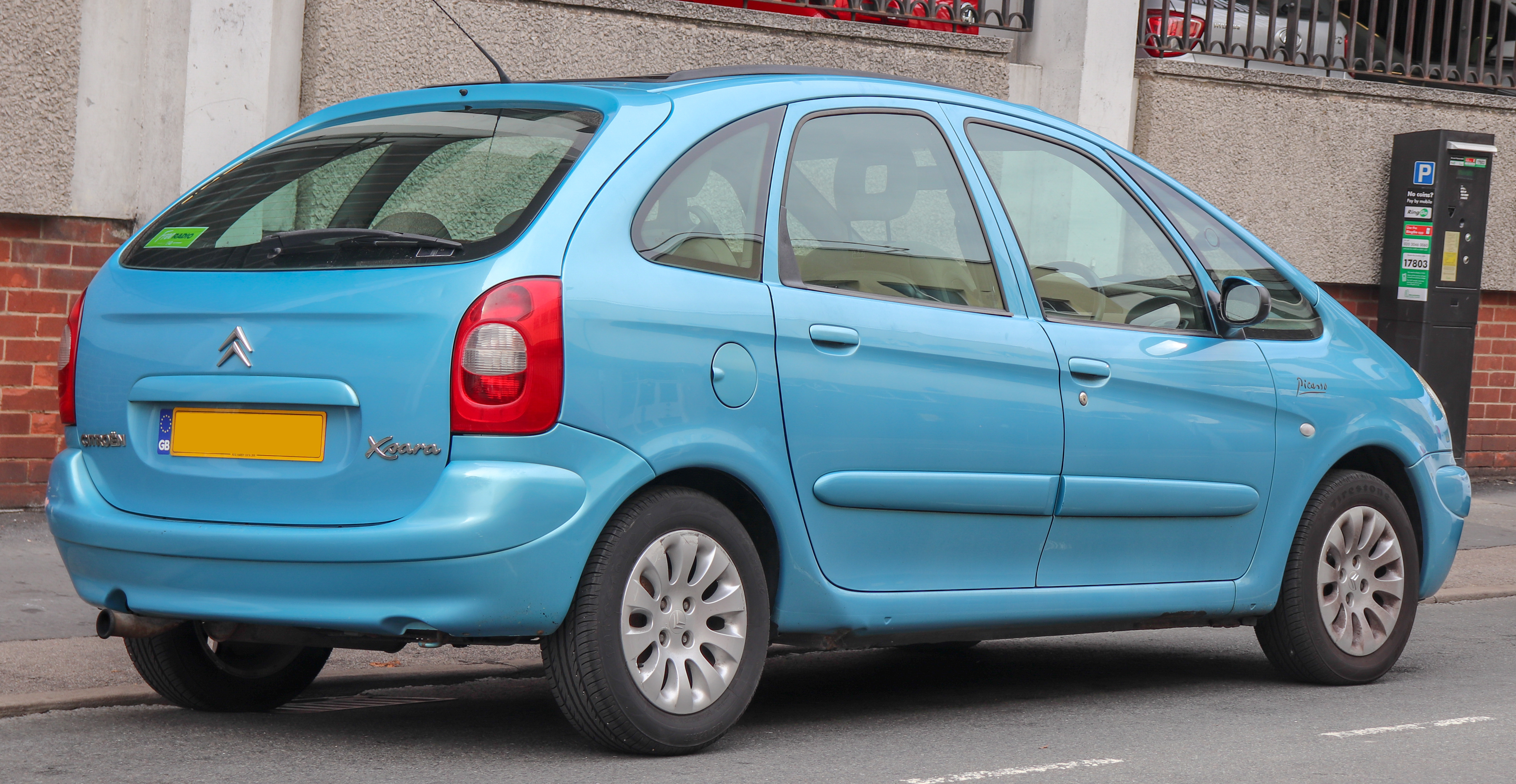
Вид сзади

Дизайн модели в целом напоминает дизайн остальных компактвэнов тех времён, таких как Renault Scénic и Nissan Almera Tino: каплевидная форма кузова с закруглёнными деталями. Передние двери не доходят до передней стойки кузова, и перед ними имеются дополнительные небольшие окна. В интерьере панель приборов перемещена в центр торпедо. Рычаг КПП находится внизу центральной консоли, а в центральном тоннеле есть лишь два подлокотника. Задний ряд сидений состоит из трёх полноценных сидений, а на спинках передних кресел есть складные столики. Багажник (внутри которого имеется небольшая корзина для вещей сбоку) имеет объём 550 л. В базовой комплектации входит аудиосистема с шестью динамиками (громкость которой меняется в зависимости от скорости). За дополнительную плату можно было получить кондиционер, климат-контроль и навигационную систему.
Автомобиль построен на удлинённой платформе хетчбэка Xsara (от которого и получил первое слово в названии). Передняя подвеска — типа McPherson, задняя — торсионная. Двигателей было доступно три. Первый — базовый 1,6-литровый 8-клапанный двигатель мощностью 90 л.с. Второй — 1,8-литровый 16-клапанный двигатель мощностью 117 л.с, впервые появившийся именно на этой модели. Третий — двухлитровый турбодизельный мотор мощностью 90 л.с и непосредственным впрыском топлива. В 2004 году также стал доступен четвёртый — турбодизельный двигатель объёмом 1,6 л и мощностью 110 л.с (80 кВт). Новый двигатель соответствует экологическим нормам Евро-4. Изначально все модели комплектовались 5-ступенчатой механической коробкой передач, но с 2004 года стала доступна 4-ступенчатая автоматическая.

## Безопасность
Модель оснащена ремнями с преднатяжителями спереди и трёхточечными ремнями сзади. В базовой комплектации идут две фронтальные подушки безопасности (для водителя и пассажира) и две боковые подушки безопасности объёмом 16 л в спинках кресел.

### Тесты EuroNCAP
Автомобиль прошёл краш-тест по методике EuroNCAP в 2001 году. Во фронтальном ударе подушка безопасности водителя позволила голове водителя сместиться вправо, что могло бы привести к травме. Грудь водителя ударилась об руль. В боковом ударе подушки защитили водителя лучше. Что касается детей, то для испытаний Citroën использовал универсальные удерживающие устройства Römer Peggy, устанавливаемые лицом вперед для обоих детей. Голова трехлетнего ребенка не была защищена при боковом и фронтальном ударе. Маленький ребёнок был защищен, но была отмечена высокая нагрузка на шею. В стандартную комплектацию входит подушка безопасности переднего пассажира, которая может привести к серьезным и даже смертельным травмам для ребенка, сидящего на пассажирском сидении в кресле лицом назад. Пешеходов автомобиль защищает слабо.

## Обзоры и оценки
Российское автомобильное издание «За рулём» в 2000 году провело сравнительный тест четырёх компактвэнов, среди которых был и Xsara Picasso. Французский компактвэн был отмечен как самый просторный из всех, однако уступающий в возможностях трансформации салона своему конкуренту Renault Scénic. В движении, по словам редакции, автомобиль «дистанцируется от водителя», была отмечена невысокая точность рулевого управления. Издание «Авторевю» провело «дуэль-тест» моделей Scénic и Xsara Picasso. У модели от Citroën редакция также отметила более просторный салон, а у модели от Renault — лучшие способности к трансформации. Scénic также оказался лучше в функциональном плане: больше ящиков для мелочей и легче доступ к запасному колесу. Xsara Picasso, однако, оказался лучше в управляемости.
Что касается оценок, то британское издание Auto Express в 2006 году оценило модель на 3 из 5. Была раскритикована корзина в багажном отделении, отсутствие семиместной модификации и отсутствие поясничной поддержки у сидений. В целом же автомобиль был охарактеризован как «привлекательный автомобиль для любой семьи, независимо от её бюджета».

## Отзывные кампании
За довольно долгую историю этой модели было множество разных отзывных кампаний. Первый отзыв был в 2002 году, причина — возможность отсоединения тяги ручного тормоза. В 2003 году в Европе было несколько отзывов: первый  — из-за вероятности короткого замыкания; второй и третий — из-за вероятности неверного подключения проводов к блоку управления подушек безопасности; четвёртый — из-за возможной потери ускорения. В 2005 году автомобили данной модели были отозваны из-за возможности чрезмерного износа жгута проводов приборной панели.  Ещё один отзыв 2005 года, помимо Xsara Picasso, затронул модели C4 и C5. Причина — вероятность протекания возвратной трубы в турбодизельном двигателе. Третий отзыв 2005 года затронул модели Xsara Picasso и Berlingo и связан с вероятностью поломки пружин в подвеске. В 2006 году были отозваны модели, выпущенные с 27 февраля по 3 мая 2004 года в связи с возможностью незапуска двигателя. Последний отзыв состоялся в 2009 году, были отозваны модели выпуска с 3 по 15 апреля 2009 года в связи с тем, что задний амортизатор «может стать ненадёжным».
Что касается стран Латинской Америки, то в Бразилии в 2007 году были отозваны модели Xsara Picasso и C3 2006 и 2007 годов выпуска. Причина отзыва — дефект стоп-сигналов. Они могут гореть постоянно, даже когда автомобиль не тормозит, из-за дефекта датчика педали тормоза.

## Производство и продажи
За 11 лет (с 1999 по 2010 год) было произведено 1 736 727 автомобилей этой модели. Модель имела огромный успех в Европе, где за 12 лет было продано более 1,5 миллиона автомобилей. В России продажи были очень слабыми, всего чуть более трёх тысяч автомобилей. В Китае было продано около 25 тысяч автомобилей.
| Страна | Календарный год | Календарный год | Календарный год | Календарный год | Календарный год | Календарный год | Календарный год | Календарный год | Календарный год | Календарный год | Календарный год | Календарный год | Календарный год | Итого     |
| Страна | 1999            | 2000            | 2001            | 2002            | 2003            | 2004            | 2005            | 2006            | 2007            | 2008            | 2009            | 2010            | 2011            | Итого     |
| ------ | --------------- | --------------- | --------------- | --------------- | --------------- | --------------- | --------------- | --------------- | --------------- | --------------- | --------------- | --------------- | --------------- | --------- |
| Европа | 1823            | 141 581         | 209 403         | 214 478         | 198 099         | 190 649         | 164 752         | 162 986         | 100 434         | 61 546          | 41 117          | 25 786          | 5026            | 1 517 680 |
| Россия | -               | 47              | -               | -               | 275             | 535             | 478             | 734             | 484             | 516             | 335             | 13              | -               | 3417      |
| Китай  | Не продавался   | Не продавался   | 830             | 4927            | -               | 3486            | 1623            | 1763            | 6852            | 3365            | 2692            | Не продавался   | Не продавался   | 25 538    |